# Gottfried Vollmer
Gottfried Vollmer (ur. 7 lipca 1953 w Getyndze) – niemiecki aktor telewizyjny, teatralny i filmowy.

## Życiorys
Urodził się w Getyndze, w Dolnej Saksonii. W 1979 po raz pierwszy trafił na mały ekran w serialu ARD Parole Chicago z Christophem Waltzem. W ekranizacji powieści Thomasa Manna Czarodziejska góra (Der Zauberberg, 1982) u boku Marie-France Pisier, Charles’a Aznavoura i Roda Steigera zagrał postać Pana Rasmussena. Za rolę Hendrika Degenhardta w sitcomie Kocham życie, które dali mi rodzice (Mein Leben & ich, 2001-2006) otrzymał nominację do nagrody German Television Award w Kolonii. Największą popularność przyniosła mu rola Dietera Bonratha w serialu kryminalnym RTL Kobra – oddział specjalny (1997–2015).
Grywał również w teatrze, m.in. w Volksbühne Berlin czy Theater zum westlichen Stadthirschen w Berlinie.

## Filmografia

### filmy fabularne
- 1982: Czarodziejska góra (Der Zauberberg) jako pan Rasmussen
- 1982: Sei zärtlich, Pinguin
- 1982: Villa zu vermieten (TV) jako Er
- 1988: Der Experte jako dziennikarz Müller
- 1993: Kein Pardon jako Walter
- 1996: Alles wegen Robert De Niro (TV) jako Metzi
- 2001: Ich pfeif' auf schöne Männer (TV) jako Hans
- 2002: Czy ryby to robią? (Fickende Fische) jako personel krematorium
- 2002: Edgar Wallace - Das Schloss des Grauens (TV) jako Spencer
- 2007: Eine Robbe und das große Glück (TV) jako minister
- 2007: Moppel-Ich (TV) jako Gisbert
- 2008: Die Frau des Frisörs (TV) jako policjant Breitzke
- 2009: Przypadkowy świadek (Fire!) jako policjant
- 2018: Herrliche Zeiten jako ordynator

### seriale TV
- 1979: Parole Chicago jako Harry
- 1982: Büro, Büro jako Gottfried Watzmann
- 1982: Detektivbüro Roth jako
- 1997–2015: Kobra – oddział specjalny jako Dieter Bonrath
- 1999: Großstadtrevier jako pan Böger
- 2000: Balko jako Stolzfuss
- 2000: Tatort: Der schwarze Skorpion jako Justus Brandt
- 2001–2009: Mein Leben & ich jako Hendrik Degenhardt
- 2003–2005: Alarm für Cobra 11 - Einsatz für Team 2 jako Dieter Bonrath
- 2007: SOKO Köln jako Hans Dietz
- 2007: Dzieciaki z Einstein High jako właściciel stadniny Girke
- 2010: SOKO Köln jako Gerd Franzen
- 2011: Danni Lowinski jako Jochen Happe
- 2011: Großstadtrevier jako Joachim Björndahl
- 2016: Krąg miłości jako pacjent Pan Langer
- 2016: SOKO Wismar jako Armin Möller